# 23. pehotni polk (Italija)
23. pehotni polk Como/Isonzo je bil pehotni polk (Kraljeve) Italijanske kopenske vojske.

## Zgodovina
Med prvo svetovno vojno je bil polk nastanjen na soški fronti, medtem ko je bil polk med drugo svetovno vojno nastanjen v Jugoslaviji.